# Библиотечная выставка

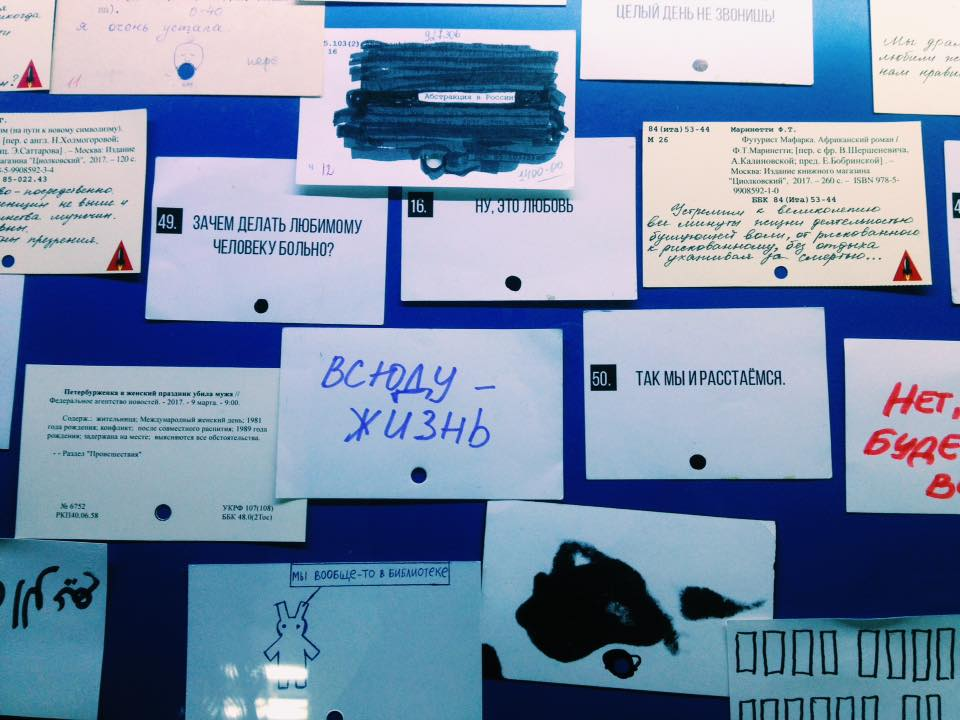
Выставка «Карточки» Центральной универсальной научной библиотеки Некрасова 2017

Библиотечная выставка — публичная демонстрация специально подобранных и систематизированных произведений печати и других носителей информации, рекомендуемых пользователям библиотеки для обозрения и ознакомления.
Библиотечные выставки наглядно представляют разделы фонда и отдельные издания, демонстрируют связь явлений, событий и документов, облегчают визуальное восприятие информации. Документы на выставке располагаются в наиболее удобном для обозрения и восприятия ракурсе; являются более информативными по сравнению с книгами в фонде открытого, тем более закрытого доступа; представлены в сочетании с дополнениями и аксессуарами, создающими определённый фон и т. п.
Выставку можно рассматривать как результат библиотечного обслуживания и средство удовлетворения потребительского спроса.

### Цели
Библиотечные выставки ориентированы на удовлетворение определённых потребностей: образовательных, культурных, информационных, развлекательных.
Среди основных целей выставочной работы библиотеки является раскрытие фондов, привлечение внимания к чтению, облегчение поиска необходимых изданий.

### Классификация

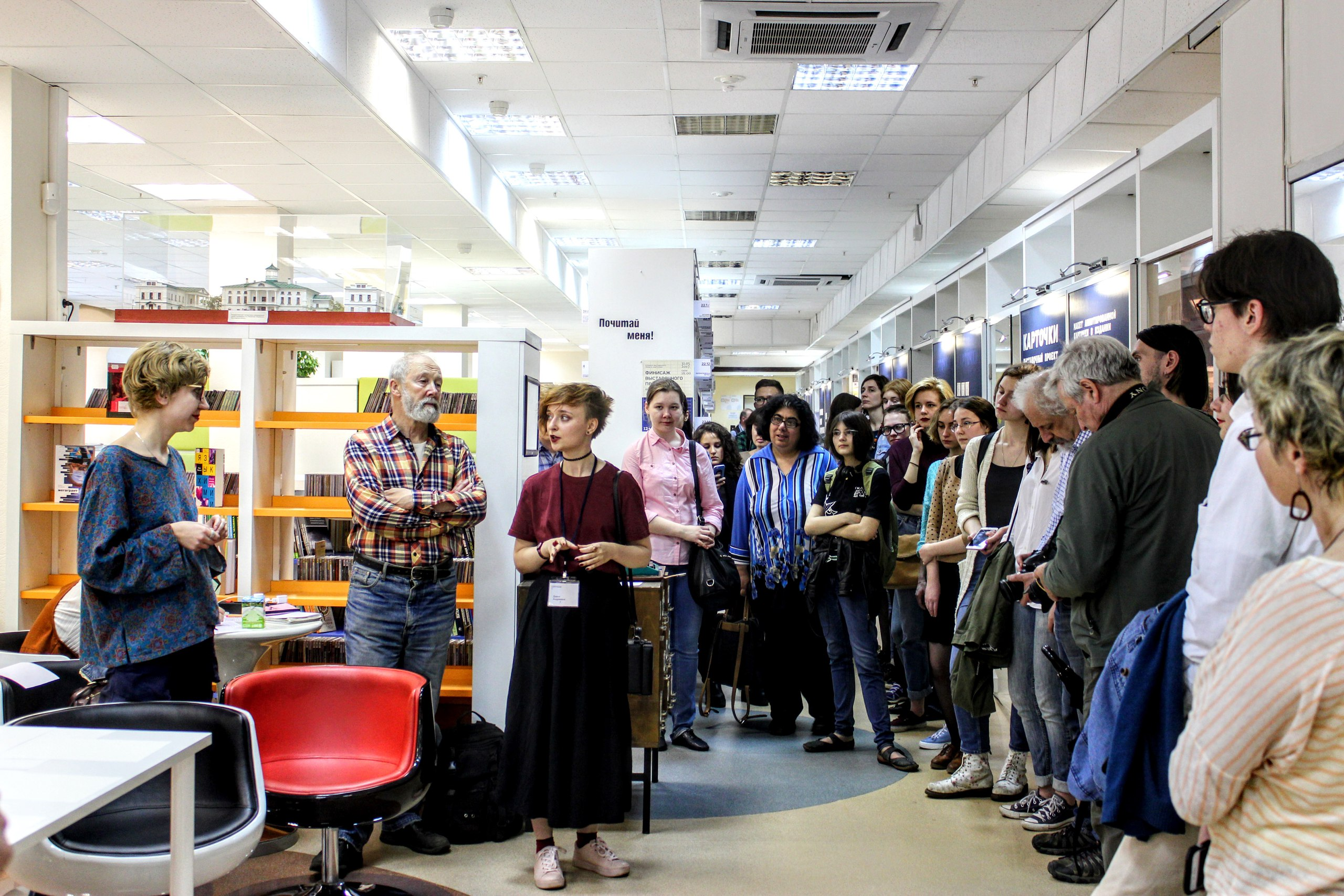
Экскурсия по библиотечной выставке

Библиотечные выставки можно классифицировать по множеству критериев.
1. По статусу: самостоятельные или часть крупного мероприятия.
2. По содержанию: универсальные, отраслевые или персональные.
3. По целевому назначению: выставки в помощь образованию и самообразованию, в целях информирования и т. п.
4. По хронологическому признаку: выставки новых поступлений, изданий разных лет, «забытых книг».
5. По месту экспонирования: выставки организованные в библиотеке или передвижные.
6. По срокам функционирования выставки: постоянные экспозиции, например, мемориальные выставки писателя, чье имя носит библиотека; длительные и кратковременные.
7. По полноте раскрытия фонда: выставки-просмотры, локальные и полочные.
8. По видам изданий: выставки одного вида изданий — книг или периодики, комплексные.
9. По конструкционным особенностям: витринные, на выставочных стеллажах, внутриполочные, «развалы» на столах и т. п.
10. По основанию для проведения: по заказу учреждений или предприятий, по предложению читателей, по плану работы библиотеки.
11. По степени доступности: платные и бесплатные.
12. По источникам финансирования: бюджетные или внебюджетные.

В библиотековедении и музееведении, из которого в последнее время часто заимствуются методы и художественные приемы оформления библиотечных выставок, отмечается огромное видовое разнообразие выставок. Наиболее часто встречаемые :
1. Обзорно-представительные по хронологическому признаку (экспозиции и выставки старых книг, ретроспектива периодических изданий, иллюстративного искусства).
2. Коллекционнопредставительные по признаку редкостей и шедевров (выставка миниатюрных изданий, раритетов).
3. Тематические.
4. Тематико-дидактические («Искусство бумажного листа» и «Живая глина» в ООМИИ им. Врубеля). К этому же виду относится выставка-манифест (на выставке «Все знания мира» в национальной библиотеке Франции были представлены как сами носители запечатленной памяти человечества, так и методы их фиксации на протяжении 5 тысячелетий).
5. Выставка-блокбастер (музеи США).
6. Концептуальные.

Концептуальные выставки ближе всего к тематическим, но отличаются от последних тем, что содержат в себе концептуальную идею — новый взгляд на известное; ввод в научнохудожественный оборот новых явлений искусства, авторскую разработку выставки и способы ее воплощения.